# Hrenca
Hrenca je naselje v Mestni občini Maribor.